# ザ・ブルース・イズ・アライヴ・アンド・ウェル
『ザ・ブルース・イズ・アライヴ・アンド・ウェル』（The Blues Is Alive and Well）は、アメリカ合衆国のブルース・ミュージシャン、バディ・ガイが2018年に発表したスタジオ・アルバム。

## 背景
ローリング・ストーンズのミック・ジャガーとキース・リチャーズ、それにジェフ・ベックといったイギリス人のゲストを迎えており、ガイ自身は「イギリス人がマディ・ウォーターズに対して抱いた敬意に、恩義を感じたってところかな。俺達の音楽が死に行こうとしていた1960年代、ストーンズを始めとしたイギリスの連中が、世界をブルースに目覚めさせたんだ」とコメントしている。なお、「コニャック」の歌詞には、1983年に死去したマディ・ウォーターズを偲びつつ、ゲストのリチャーズやベックとの飲みを楽しむくだりが含まれている。
本作のリリースに先がけて、2018年5月23日にはサニー・ボーイ・ウィリアムソンのカヴァー「ナイン・ビロウ・ゼロ」が第1弾シングルとしてリリースされ、5月30日にはジェイムス・ベイをゲストに迎えた第2弾シングル「ブルー・ノー・モア」がリリースされた。

## 反響・評価
母国アメリカでは総合アルバム・チャートのBillboard 200で69位に達し、『ビルボード』のブルース・アルバム・チャートでは自身6作目の1位獲得を果たした。スイスでは2018年6月24日付のアルバム・チャートで初登場4位となり、同国において初のトップ10入りを果たした。
Stephen Thomas Erlewineはオールミュージックにおいて5点満点中3点を付け、アルバムの全体像を「『ザ・ブルース・イズ・アライヴ・アンド・ウェル』は死を意識した曲に満たされている」「考え込んだような曲に重点が置かれているため、幾分厳格な印象を受ける」と評する一方、本編を締め括る「ミルキング・マザー・フォー・ヤ」に関して「"End of the Line"の気難しい雰囲気を断ち切る、1分間の汚らしいジョーク」「この曲があることで、彼は残りの何年かを大いに楽しもうとしていることが伝わってくる」と評している。また、ジャレッド・スキナー（Jared Skinner）はポップマターズにおいて10点満点中6点を付け「収録曲は詰め込みすぎで、収録時間も長すぎ、ガイの全作品の中でも特に必聴のアルバムに仕上がったとは言えない。とはいえ、ここには熱心なブルース・マニアなら聴く価値のある強力な曲も幾つかある」と評している。

## 収録曲
特記なき楽曲はトム・ハンブリッジとリチャード・フレミングの共作。
1. ア・フュー・グッド・イヤーズ - "A Few Good Years" - 4:47
2. ギルティ・アズ・チャージド - "Guilty as Charged" - 3:20
3. コニャック - "Cognac" (Buddy Guy, Tom Hambridge, Richard Fleming) - 5:22
  - featuring ジェフ・ベック（ギター）&キース・リチャーズ（ギター）
4. ザ・ブルース・イズ・アライヴ・アンド・ウェル - "The Blues Is Alive and Well" (T. Hambridge, Gary Nicholson) - 5:13
5. バッド・デイ - "Bad Day" (T. Hambridge, Mac Davis) - 3:48
6. ブルー・ノー・モア - "Blue No More" (T. Hambridge, Jamey Johnson) - 3:39
  - featuring ジェイムス・ベイ（ボーカル、ギター）
7. ウイスキー・フォー・セール - "Whiskey for Sale" (T. Hambridge) - 4:02
8. ユー・ディド・ザ・クライム - "You Did the Crime" - 6:53
  - featuring ミック・ジャガー（ハーモニカ）
9. オールド・ファッションド - "Old Fashioned" (B. Guy, T. Hambridge) - 3:57
10. ホエン・マイ・デイ・カムズ - "When My Day Comes" (T. Hambridge, Bill Sweeney) - 4:38
11. ナイン・ビロウ・ゼロ - "Nine Below Zero" (Sonny Boy Williamson) - 6:19
12. オー・ダディ - "Ooh Daddy" - 3:17
13. サムバディ・アップ・ゼア - "Somebody Up There" - 4:27
14. エンド・オブ・ザ・ライン - "End of the Line" - 3:25
15. ミルキング・マザー・フォー・ヤ - "Milking Muther for Ya" (B. Guy, Red Nelson) - 0:56

### 日本盤ボーナス・トラック
1. イン・ディス・デイ・アンド・エイジ - "In This Day and Age" (B. Guy, T. Hambridge, R. Fleming) - 4:43

## 参加ミュージシャン
フィーチャリング・ゲストに関しては上記「収録曲」参照。
- バディ・ガイ - ボーカル、ギター
- ロブ・マクネリー - リズムギター(#3, #8, #15を除く全曲)、スライドギター(on #7, #8)
- ケヴィン・マッケンドリー - ハモンドオルガン(on #1, #4, #5, #6, #7, #9, #13)、アップライトピアノ(on #2, #3, #5, #6, #8, #11, #12, #14)、エレクトリックピアノ(on #4, #10, #16)、メロトロン(on #4)、クラビネット(on #7)、ファルフィッサ・オルガン(on #16)
- ウィリー・ウィークス - ベース(#6, #15を除く全曲)
- トミー・マクドナルド - ベース(on #6)
- トム・ハンブリッジ（英語版） - ドラムス(#15を除く全曲)、ドラム・ループ(on #7)、バックグラウンド・ボーカル(on #7)、パーカッション(on #10)
- チャールズ・ローズ - トロンボーン、ホーン・アレンジ(on #4, #9, #14)
- スティーヴ・ハーマン - トランペット(on #4, #9, #14)
- ダグ・モフェット - テナー・サクソフォーン(on #4, #9, #14)
- ジム・ホーク - バリトン・サクソフォーン(on #4, #9, #14)
- エミール・ジャスティアン - ハーモニカ(on #5)
- レジーナ・マッカリー - バックグラウンド・ボーカル(on #7)
- アン・マッカリー - バックグラウンド・ボーカル(on #7)
- レイチェル・ハンブリッジ - バックグラウンド・ボーカル(on #7)